# 軽井沢ユニオンチャーチ

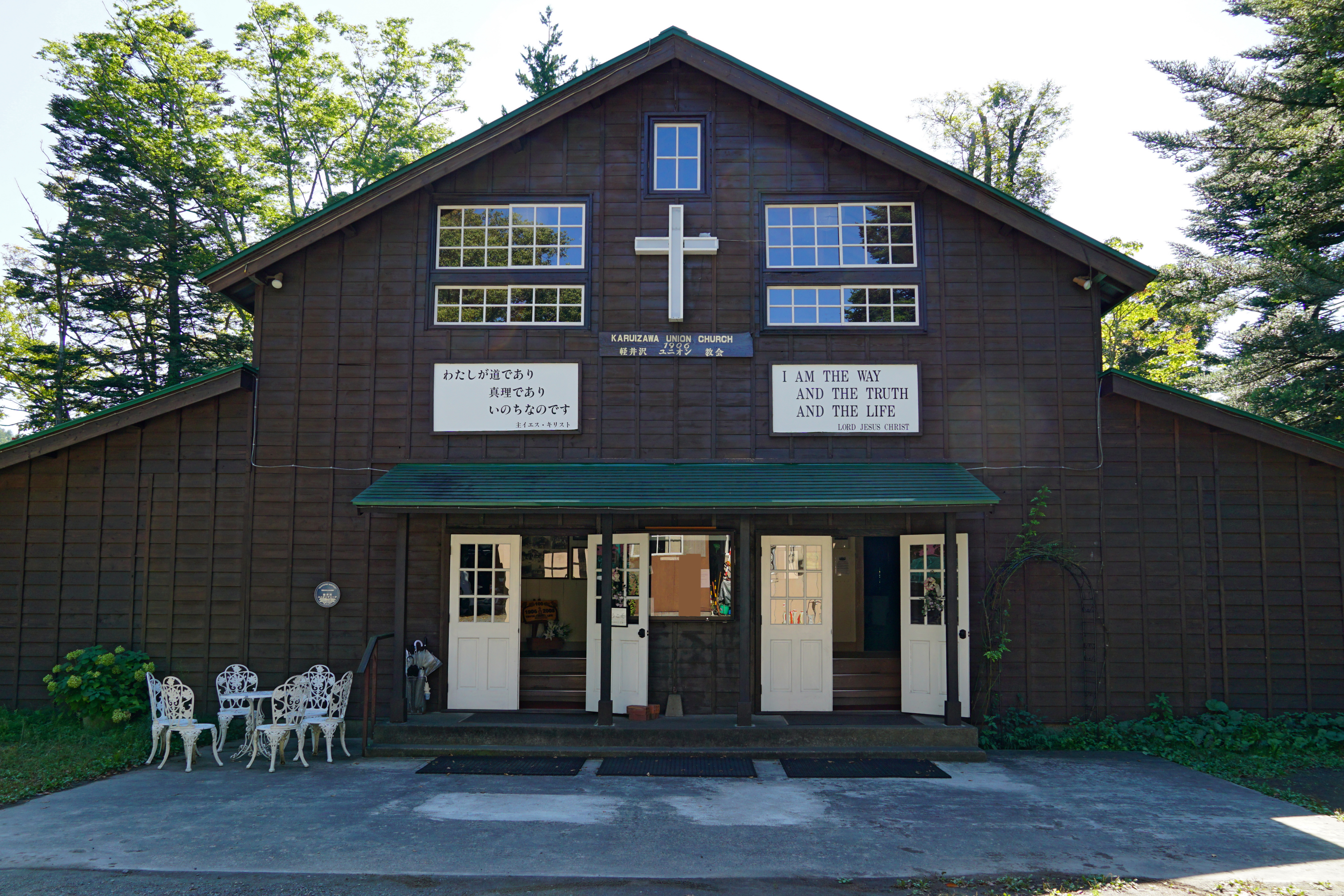
教会堂の外観

軽井沢ユニオンチャーチ（かるいざわユニオンチャーチ、Karuizawa Union Church）は、長野県北佐久郡軽井沢町にある超教派教会堂（ユニオン・チャーチ）。

## 概要

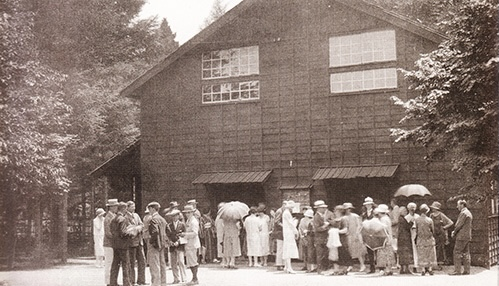
戦前の軽井沢ユニオンチャーチ

明治30年（1897年）に『軽井沢合同基督教会』として設立された。アプト式鉄道の外国人鉄道技師たちのクラブハウスであった建物を改築したものとも伝えられている。大正7年（1918年）に、ウィリアム・メレル・ヴォーリズの設計によって現在の建物が完成した。
今日に至るまで、集会、音楽会、日本語学校なども開かれてきた。特に戦前は夏になると軽井沢避暑団によって毎週火曜日の午後に音楽会「チューズデイ・コンサート」が開かれていため、この教会に面する通りは「オーディトリアム通り」と呼ばれている。
1930年のジャパンタイムズ紙の記録では、この教会で8月に音楽会（コミュニティコンサート）が3回催されている。演奏者は日本人と外国人が約半々で、またその多くが別荘所有者であった。別荘所有者の子供たちが演奏する機会も設けられていた。演奏者の中には、英国国教会のイギリス人宣教師ジョン・ロスコーとその家族や、朝吹四兄弟、堀田伯爵の名も見られ、演目にはベートーヴェン、リスト、ドヴォルザーク、チャイコフスキー、ラフマニノフ、シベリウスなどの本格的な楽曲が見られた。
またこの恒例のコンサートでは、フランス皇后ジョセフィーヌの子孫であるボアルネ家ロイヒテンベルク公爵の令嬢（アレクサンドル・モギレフスキー元夫人）が演奏したり、のちにアカデミー賞女優となったオリヴィア・デ・ハヴィランド、ジョーン・フォンテイン姉妹が歌ったという逸話も残る。

この教会には現在でも夏になると軽井沢に避暑滞在する外国人達が大勢集まり、その模様は2011年にNHKのテレビ番組『新日本風土記』において放送された。また付近には、外国人宣教師が運営する信徒修養施設『軽井沢リトリートセンター』があるほか、『軽井沢会テニスコート』や『万平ホテル』、『軽井沢会集会堂』などの古い建築が多くあり、戦前の軽井沢の趣を強く感じさせるエリアとなっている。

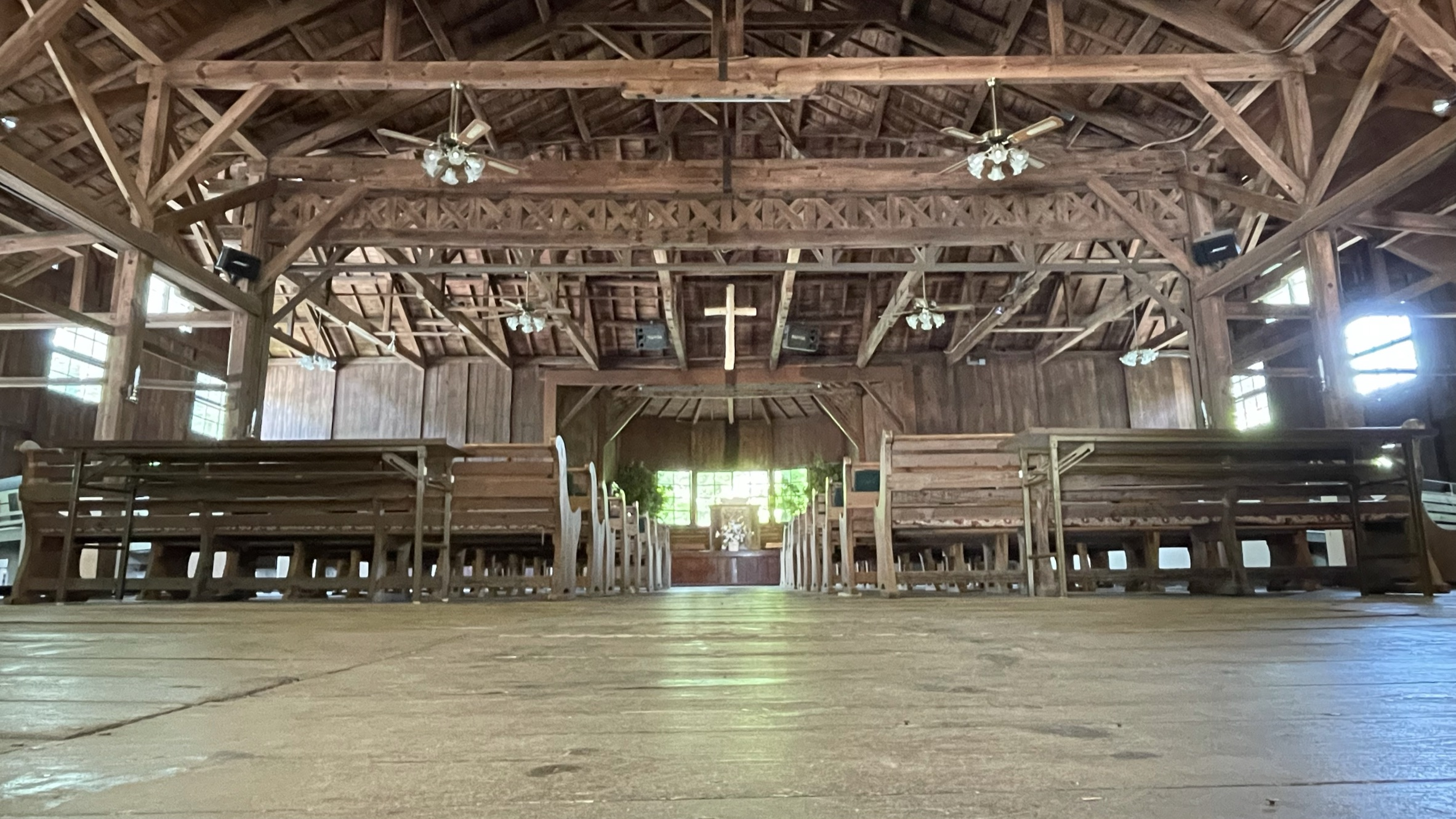
礼拝堂内部
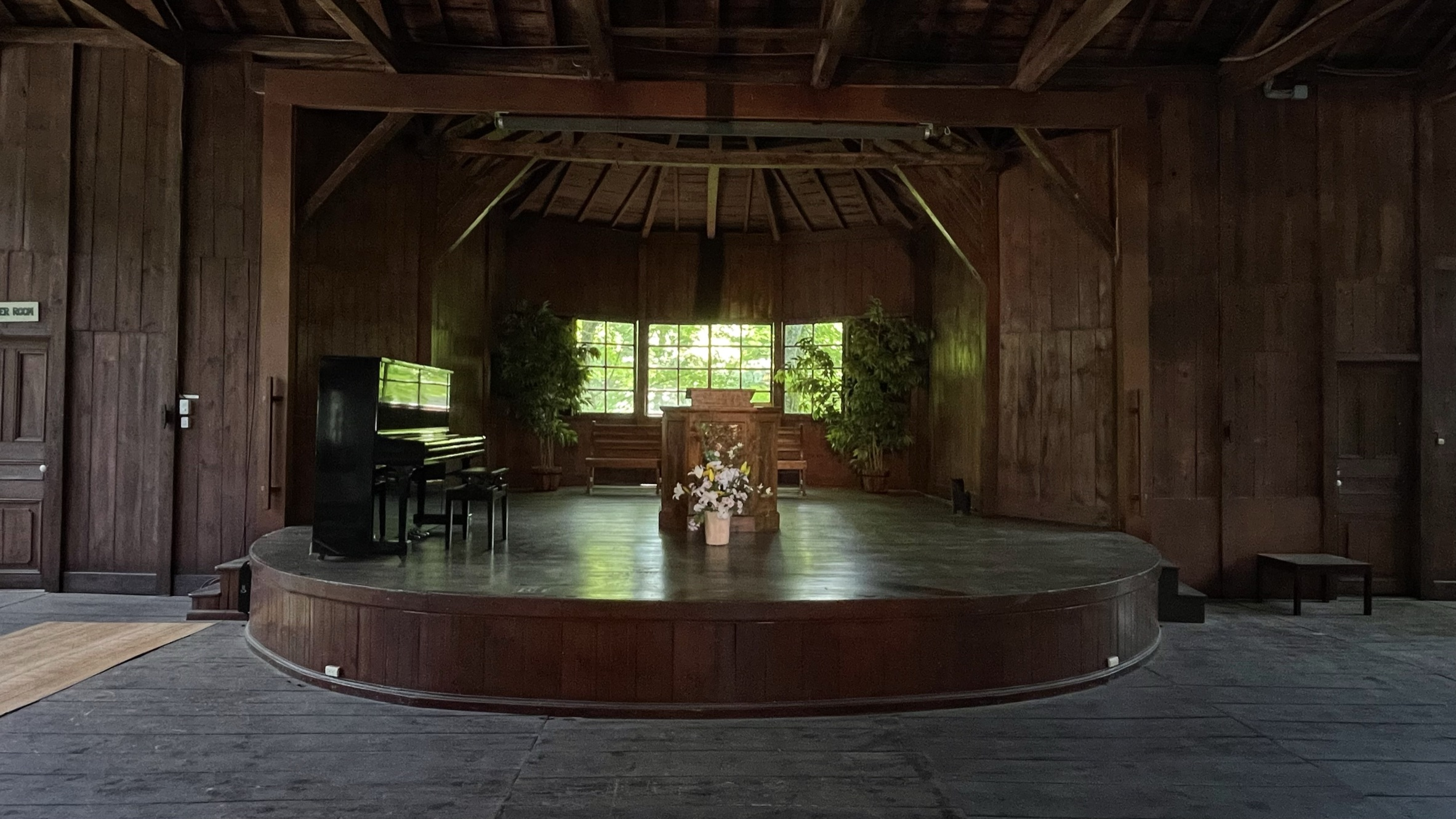
講壇

## 所在地
〒389-0102 長野県北佐久郡軽井沢町大字軽井沢862番地